# Ernst Held
Ernst Rudolf Held (* 28. März 1901 in Saint-Imier; † 9. August 2005 in Zürich) war ein Schweizer Gynäkologe.

## Leben
Ernst Held, am 28. März 1901 in Saint-Imier geboren, aufgewachsen in Burgdorf, legte die Matura am Gymnasium Burgdorf ab, ehe er ein Studium der Medizin an den Universitäten Bern und Lausanne aufnahm, das er 1926 mit dem Eidgenössischen Staatsexamen abschloss. In der Folge war Held als Assistenzarzt am Inselspital in Bern sowie am Kantonsspital St. Gallen tätig.
Anschliessend trat Ernst Held in die Universitäts-Frauenklinik Genf ein, an der seine akademische Karriere mit der Habilitation im Jahr 1936 begann sowie die Ernennung zum Oberarzt erfolgte und wo er auch die Leitung des zytologischen und biologischen Labors übernahm. 1940 wurde er zum Chefarzt der Frauenklinik am Kantonsspital St. Gallen gewählt.
1950 ernannte ihn der Zürcher Regierungsrat zum Ordinarius für Geburtshilfe und Gynäkologie an der Medizinischen Fakultät und Direktor der Frauenklinik am Kantonsspital. Diese Positionen hatte er bis zu seiner Emeritierung im April 1971 inne. Ernst Held verstarb am 9. August 2005 im hohen Alter von 104 Jahren in Zürich.
Held erwarb sich besondere Verdienste um den Kampf gegen den Gebärmutterhalskrebs. Die unter seiner Leitung eingeführte Zytodiagnostik zur Früherkennung dieses Krebses trug massgeblich zum Rückgang der Sterblichkeit bei diesem Tumor bei.

## Schriften
- La numération des douleurs dans les accouchements spontanés, Habilitationsschrift. 1936.
- Die abdominale erweiterte Hysterektomie : Geschichte, Grundlagen, Technik und Ergebnisse. 1966.
- Carcinoma corporis uteri. 1973.